# Ждановское муниципальное образование
Ждановское сельское поселение — муниципальное образование в составе Краснокутского района Саратовской области. Административный центр — село Ждановка.

## Население
| 2010  | 2011  | 2012  | 2013  | 2014  | 2015  | 2016  |
| ----- | ----- | ----- | ----- | ----- | ----- | ----- |
| 1267  | ↘1265 | ↗1291 | ↘1287 | ↗1301 | ↘1266 | ↘1245 |
| 2017  | 2018  | 2019  | 2020  | 2021  |       |       |
| ↘1239 | ↘1222 | ↘1197 | ↘1177 | ↘1125 |       |       |

## Состав сельского поселения
| № | Населённый пункт | Тип населённого пункта       | Население |
| - | ---------------- | ---------------------------- | --------- |
| 1 | Ждановка         | село, административный центр | ↘907      |
| 2 | Репное           | село                         | ↘360      |